# Вятка (Красноярский край)
Вя́тка — деревня в Саянском районе Красноярского края. Входит в состав Агинского сельсовета.

## История
В 1926 году деревня состояла из 134 хозяйств, основное население — русские. В административном отношении являлась центром Вятского сельсовета Агинского района Канского округа Сибирского края.

## Население
| 1926 | 2010 |
| ---- | ---- |
| 830  | ↘107 |

## Известные уроженцы
- Шахов, Иван Кузьмич (1922—?) — советский хозяйственный и политический деятель, Герой Социалистического Труда.